# 小行星9775
小行星9775（英語：9775 Joeferguson）是一颗围绕太阳公转的小行星。1993年7月19日，天文学家艾瑞克·怀特·埃尔斯特在拉西拉天文台发现了此天体。
这颗小行星的绝对星等为79.9930534682204等。